# 栃木県造園高等技術学校
栃木県造園高等技術学校 （とちぎけんぞうえんこうとうぎじゅつがっこう）は、栃木県宇都宮市下栗1丁目11-3にあった、職業訓練法人栃木県遣園高等職業訓練校運営会が運営する認定職業訓練による職業能力開発校。振興発展に寄与し優れた後継者育成を行うことを目的とした。

## 訓練内容
- 普通職業訓練：普通課程 1年間
- 普通職業訓練：短期課程
  - 造園土木施工コース
  - 造園実技コース
  - 造園実技・実習コース
  - 園芸装飾コース

## 沿革
- 1975年（昭和50年） 宇都宮市戸祭一丁目に造園学校を開校[1]
- 1976年（昭和51年） 栃木県知事の認定を受け認定職業訓練による職業訓練校（現・職業能力開発校）となる[1]
- 1977年（昭和52年） 職業訓練法人栃木県遣園高等職業訓練校運営会を設立し運営[1]
- 1979年（昭和54年） 新校舎落成、下栗一丁目に移転[1]
- 1982年（昭和57年） 栃木県造園高等技術学校に校名変更[1]
- 2012年（平成24年） 閉校

## 入校の条件
普通課程は募集定員 30名（共学)。入校資格は、高等学校卒業者、又はそれと同等以上の学力を有する者で、造園科の職業訓練指導員免許所持者のいる事業所等に雇用されている者、としていた。選考方法は書類選考により入校の可否を決定していた。